# Віктор Анічебе
Віктор Анічебе (англ. Victor Anichebe; нар. 23 квітня 1988, Лагос) — нігерійський футболіст, нападник.
Виступав за «Евертон», «Вест-Бромвіч Альбіон» та національну збірну Нігерії.

## Клубна кар'єра
Народився 23 квітня 1988 року в місті Лагос. Вихованець футбольної школи клубу «Евертон». За резервну команду клубу з Ліверпуля Віктор почав виступати з 15 років, а 27 лютого 2006 року дебютував в основній команді в грі Кубка Англії проти «Челсі», замінивши на 89 хвилині гри Саймона Девіса. У квітні 2006 року Анічебе підписав свій перший професійний контракт з «Евертоном». 7 травня 2006 року футболіст зумів відкрити рахунок своїм голам у складі «ірисок», вразивши ворота «Вест-Бромвіч Альбіон». За підсумками сезону 2005/06 був названий найкращим гравцем резервної команди «Евертона».
30 грудня 2006 року Анічебе оформив перший у своїй кар'єрі дубль у ворота «Ньюкасл Юнайтед». Всього в сезоні 2006/07 футболіст в 23 іграх за «Евертон» забив 4 м'ячі. У сезоні 2007/08 нападник зумів забити лише 1 гол в 27 іграх Прем'єр-ліги, але йому вдалося добре проявити себе в Кубку УЄФА, де він відзначився забитими м'ячами у ворота харківського «Металіста», грецької «Лариси», німецького «Нюрнберга» і норвезького «Бранна». За підсумками сезону він був визнаний найкращим молодим гравцем клубу в сезоні.
22 лютого 2009 року Анічебе отримав серйозну травму після підкату півзахисника «Ньюкасла» Кевіна Нолана. Через неї Віктор був змушений пропустити 11 місяців. Перший матч після відновлення від травми Віктор провів у січні 2010 року проти «Сандерленда». Перший гол після повернення до складу він забив двома місяцями пізніше у ворота «Бірмінгем Сіті». У січні 2011 року футболіст продовжив свій контракт з «Евертоном» на чотири з половиною роки.
Сезон 2011/12 Віктор почав з гола у ворота «Шеффілд Юнайтед» у Кубку ліги, проте незабаром отримав травму, вперше після якої на полі він зумів вийти 1 січня 2012 року і відзначився переможним голом у ворота «Вест Бромвіча».
2 вересня 2013 року за 6 млн фунтів перейшов в «Вест-Бромвіч Альбіон». Відтоді встиг відіграти за клуб з Вест-Бромвіча 24 матчі в національному чемпіонаті.

## Виступи за збірну

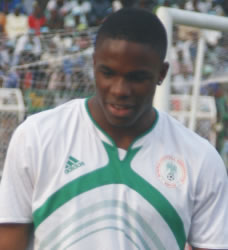
Анічебе у складі збірної Нігерії

Першу гру у складі збірної Нігерії Віктор Анічебе провів 27 травня 2008 року. Це був товариський матч проти збірної Австрії. У червні того ж року Анічебе взяв участь у трьох відбіркових іграх до чемпіонату світу 2010 року, проте в заявку на фінальний турнір не потрапив.
У серпні 2008 року в складі олімпійської збірної Нігерії взяв участь в футбольному турнірі Олімпіади в Пекіні, на якому його команда зуміла дійти до фіналу. Віктор відзначився на турнірі одним забитим голом.
Перший гол за національну збірну забив 29 березня 2011 року в товариській грі проти збірної Кенії. Також Анічебе зіграв у трьох відбіркових матчах до кубку африканських націй 2012, на який його збірній пробитися не вдалося.
Провів у формі головної команди країни 11 матчів, забивши 1 гол.

## Особисте життя
Має двоюрідного брата Іффі, який також був професійним футболістом та футбольним тренером.

## Титули і досягнення
- Срібний олімпійський призер: 2008